# Lindenia quadrifoliata
Lindenia quadrifoliata är en trollsländeart som beskrevs av Eduard Friedrich Eversmann 1854. Lindenia quadrifoliata ingår i släktet Lindenia och familjen flodtrollsländor. Inga underarter finns listade i Catalogue of Life.